# Iquitosmuggenvanger
De iquitosmuggenvanger (Polioptila clementsi) is een zangvogel uit de familie Polioptilidae (muggenvangers). Het is een ernstig bedreigde, endemische vogelsoort in noordoostelijk Peru in het Amazonebekken. Het taxon wordt door BirdLife International niet als aparte soort beschouwd, maar staat wel als zodanig op de IOC World Bird List.

## Kenmerken
De vogel is 11 cm lang en grotendeels grijs gekleurd met een dunne, zwarte snavel en poten. De vogel is aan de bovenzijde donkerder grijs en aan de onderzijde lichtgrijs tot bijna wit op de buik en met witte onderstaartdekveren. Aan de bovenzijde is de staart donkergrijs met lichte buitenste staartpennen.

## Verspreiding en leefgebied
Deze soort komt voor in noordoostelijk Peru. Het is een vogel van het Amazone regenwoud waar hij verblijft op 15 tot 30 m hoogte in de boomkronen. De vogel werd in 1998 ontdekt en in 2005 beschreven.

## Status
De iquitosmuggenvanger heeft een zeer klein verspreidingsgebied en daardoor is de kans op uitsterven aanwezig. De grootte van de populatie werd in 2013 geschat op 70 tot 400 individuen. Het leefgebied wordt bedreigd door ontbossing, waarbij bos plaatsmaakt voor boeren. Er wordt ook gekapt in bosreservaten. Omdat het taxon geen soortstatus heeft staat hij niet als ernstig bedreigd (kritiek) op de Rode Lijst van de IUCN.